# Marines, Val-d'Oise
Marines este o comună franceză situată în departamentul Val-d'Oise, în regiunea Île-de-France.

## Geografie

### Localizare
Marines se află pe versantul sud-vestic al movilei Caillouet, în inima Vexinului francez, la 50 km nord-vest de Paris, între văile Viosne și Sausseron.

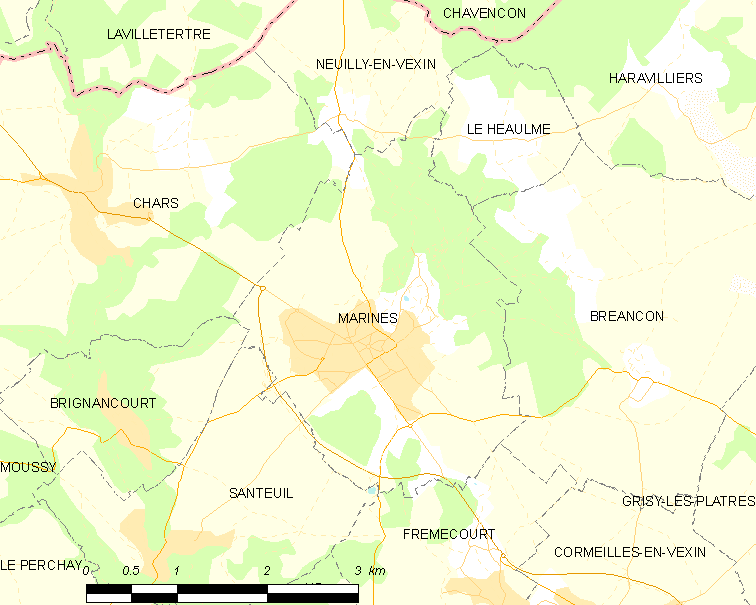
Harta comunei
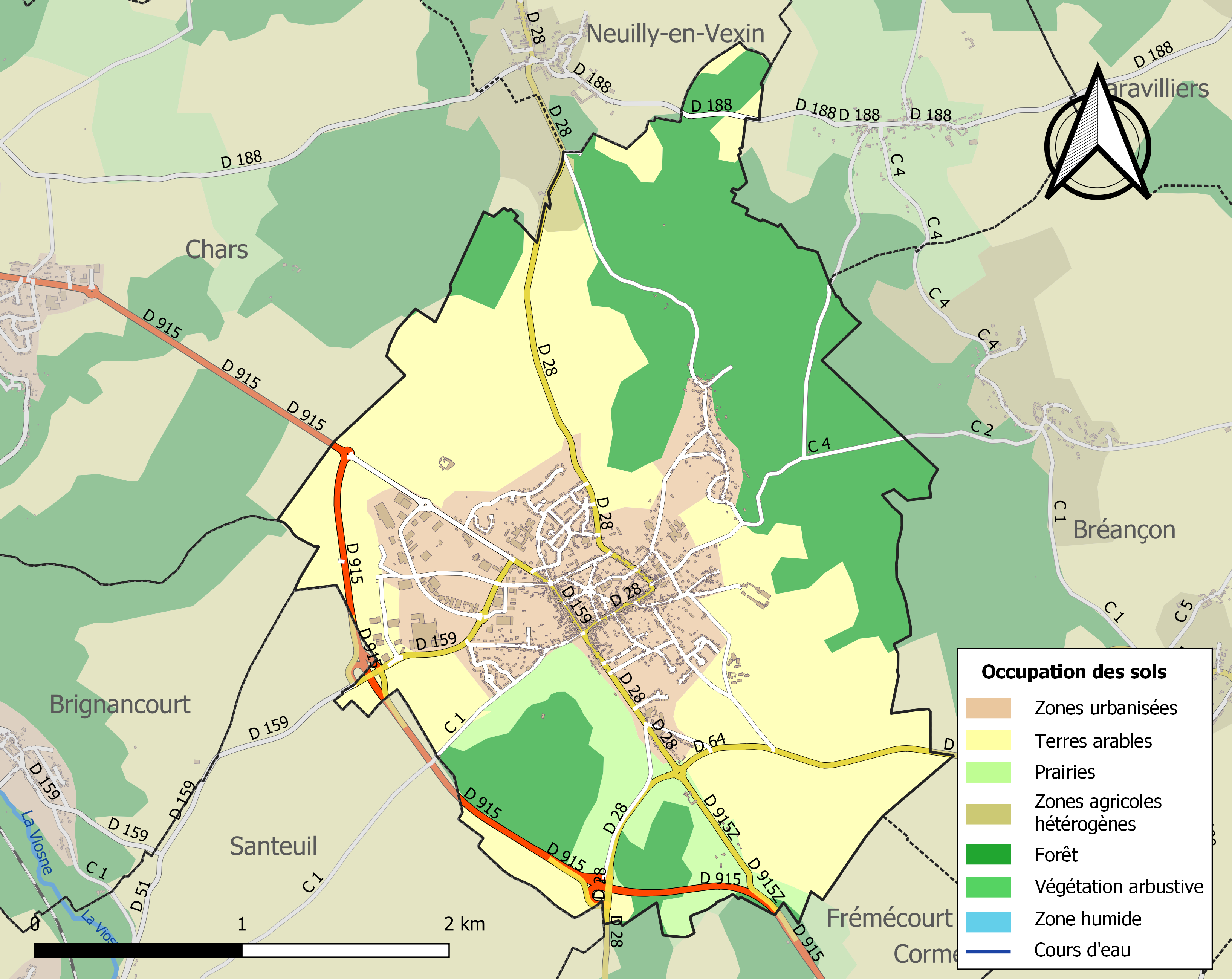
Utilizarea terenului

### Comune limitrofe
| Chars        | Neuilly-en-Vexin | Le Heaulme |
| Brignancourt |                  | Bréançon   |
| Santeuil     | Frémécourt       |            |

### Geologie și relief
Suprafața comunei este de 826 hectare (8,26 km²); altitudinea variază între 90 și 204 m.

### Hidrografie
Numeroase pârâuri alimentate de izvoare inepuizabile de pe pantele Caillouetului își iau naștere și se varsă în Viosne la vest și în Oise la estul satului, traversând câmpiile fertile ale Vexinului. Râul Laire, râul Arnoye și râul Lin sunt principalele cursuri de apă care traversează comuna Marines.

### Clima
În 2010, clima comunei este de tipul climatului oceanic degradat al câmpiilor din Centru și Nord, conform unui studiu al Centrului Național de Cercetare Științifică (CNRS) pe baza unui set de date care acoperă perioada 1971-2000 bazat pe o serie de date din perioada 1971-2000. În 2020, Météo-France a publicat o tipologie a climatului pentru Franța metropolitană, în care comuna este expusă unui climat oceanic și se află în regiunea climatică Sud-vest a bazinului Parisian, caracterizată printr-o ploaie redusă, în special primăvara (120-150 mm) și un iarnă rece (3,5 °C).
Pentru perioada 1971-2000, temperatura anuală medie este de 10,8 °C, cu o amplitudine termică anuală de 14,8 °C. Cumulul anual mediu de precipitații este de 716 mm, cu 11,9 zile de precipitații în ianuarie și 8,1 zile în iulie. Pentru perioada 1991-2020, temperatura medie anuală observată la stația meteorologică Météo-France cea mai apropiată, situată în comuna Boissy-l'Aillerie la 9 km distanță, este de 11,2 °C, iar cumulul anual mediu de precipitații este de 635,8 mm.
Parametrii climatici ai comunei au fost estimați pentru mijlocul secolului (2041-2070) conform diferitelor scenarii de emisie de gaze cu efect de seră, bazate pe noile proiecții climatice de referință DRIAS-2020. Aceștia pot fi consultați pe un site dedicat publicat de Météo-France în noiembrie 2022.

## Urbanism

### Tipologie
La 1 ianuarie 2024, Marines este clasificată ca târg rural, conform noii grile comunale de densitate în șapte niveluri, definită de INSEE (Institutul Național de Statistică și Studii Economice) în 2022. Face parte din unitatea urbană Marines, o unitate urbană monocomanală care constituie un oraș izolat. În plus, comuna aparține zonei metropolitană a Parisului, unde este o comună din zona periurbană, această zonă reunind 1.929 de comune.

### Căi de comunicație și transport
- D 915 (fosta N 15) ocolește satul pe la vest din 12 noiembrie 2002 și duce spre nord-vest către Gisors și Dieppe, iar spre sud-est către Cergy-Pontoise și Paris.
- D 159 vine dinspre Arthies și Brignancourt și se termină la nivelul pieței Peyron.
- D 28 traversează centrul satului și duce spre sud către Us și Meulan-en-Yvelines, iar spre nord către Neuilly-en-Vexin, continuând cu D 3 (Oise) până la Beauvais.
- D 64 începe la vestul satului și leagă comunele Bréançon, Vallangoujard și L'Isle-Adam.
- D 915Z este o ramificație a D 915, care deservește vestul satului.

### Alte tipuri
- Traseul de drumeție de lungă distanță GR114 traversează teritoriul comunei de la est la vest.
- O pistă de biciclete merge paralel cu D 915 între Chars și Marines.

## Toponimie
Numele comunei ar proveni de la un bărbat pe nume Marinus, care ar fi dat forma feminină Marines.
Comuna este menționată sub numele de Marinæ în 1164.
Numele orașului este uneori subiect de ironie din cauza apropierii sale de orașul Us, unele indicatoare rutiere afișând "US MARINES" (în referință la Corpul de Marină al armatei americane).

## Istorie
Pe 3 septembrie 1914, geniul francez a aruncat în aer podul feroviar de la Mours, apoi viaductul de la Moulin-Neuf de la Presles, urmate succesiv de podurile rutiere de la L'Isle-Adam, Stors și Auvers, în timp ce patrule de cercetare ale ulanilor germani au fost observate la Auvers, Chaponval, L'Isle-Adam, Beaumont-sur-Oise, Marines, Vallangoujard și Bornel... Aceste incursiuni au încetat definitiv după bătăliile de la Ourcq și de pe Marna.

## Populația și societatea

### Date demografice
Evoluția numărului de locuitori este cunoscută prin recensămintele populației efectuate în comuna respectivă începând din 1793. Pentru comunele cu mai puțin de 10 000 de locuitori, un recensământ al întregii populații este realizat la fiecare cinci ani, populațiile legale pentru anii intermediari fiind estimate prin interpolare sau extrapolare. Pentru comuna respectivă, primul recensământ exhaustiv în cadrul noului dispozitiv a fost realizat în 2008.
În 2021, comuna număra 3422 locuitori, în scădere cu −2,92 % față de 2015 (Val-d'Oise: +3,39 %, Franța fără Mayotte: +1,84%).
| An        | 1793 | 1821 | 1841 | 1856 | 1876 | 1886 | 1901 | 1921 | 1936 | 1962 | 1982 | 2006 | 2013 | 2021 |
| --------- | ---- | ---- | ---- | ---- | ---- | ---- | ---- | ---- | ---- | ---- | ---- | ---- | ---- | ---- |
| Populație | 1293 | 1450 | 1645 | 1706 | 1575 | 1535 | 1630 | 1437 | 1659 | 1970 | 2144 | 3165 | 3433 | 3422 |

#### Piramida vârstei
În 2018, procentul persoanelor cu vârsta sub 30 de ani a fost de 37,8%, fiind sub media departamentală (41,2%). În schimb, procentul persoanelor cu vârsta peste 60 de ani a fost de 20,5% în același an, comparativ cu 18,7% la nivel departamental.
În 2018, comuna avea 1.665 de bărbați și 1.794 de femei, ceea ce reprezintă un procent de 51,86% femei, ușor superior ratei departamentale (51,42%).

### Învățământ =
Comuna administrează grădinița des Murgers și școala elementară Paul Cézanne.
Departamentul gestionează colegiul des Hautiers.
Comuna Marines dispune, de asemenea, de Institutul terapeutic, educațional și pedagogic (ITEP) l'Oratoire.

### Sănătate
Marines găzduiește unitatea gerontologică Jean-Baptiste Cartry. Această instituție a fost înființată la sfârșitul secolului XIX, datorită lui Jean Baptiste Cartry. A fost inaugurată pe 22 aprilie 1888, dar a deschis ușile pe 1 aprilie pentru primele admiteri. Principala activitate a comisiei administrative a fundației Cartry este de a gestiona:
- un economist și soția sa, care îndeplinește funcția de spălătoreasă; un infirmier și o infirmieră; o bucătăreasă și patru femei de serviciu;
- achiziționarea materialelor necesare pentru primirea primilor pensionari. Azilul avea atunci șaisprezece paturi (opt paturi pentru bărbați și opt pentru femei).

Fundația Cartry răspunde astfel unor nevoi importante. Aceasta apare ca ultima soluție pentru populația comunală aflată în dificultate socială. Oferind numeroase servicii (distribuția de vouchere pentru pâine și carne, plata medicamentelor pentru familiile nevoiașe...), devine un actor esențial pentru comună. În anii 1960, spitalul funcționează atât ca azil pentru săraci, cât și ca cămin de bătrâni, servicii de medicină, psihiatrie, radiografie și maternitate, având aproape 200 de paturi. Sfârșitul secolului XX marchează o cotitură decisivă. Un prim program de umanizare este inițiat între 1958 și 1961, vizând două aripi noi. Alte lucrări au avut loc între 1971 și 1973: o sală de spectacole cu televiziune, bibliotecă, salon de coafură, birou de recepție și cafetierie. În 1999, conform vocației sale, institutul își schimbă numele și devine „instituție publică de gerontologie Jean-Baptiste Cartry”.
Pe 1 ianuarie 2011, spitalul gerontologic din Marines fuzionează cu centrul spitalicesc din Vexin pentru a crea gruparea spitalicească intercomunală a Vexin (GHIV), în cadrul căreia Marines rămâne site-ul de referință în gerontologie.

## Cultura și patrimoniul local

### Locuri si monumente
Comuna dispune de două edificii incluse sau clasificate ca monumente istorice, un parc înregistrat în pre-inventarul grădinilor remarcabile și două elemente de mobilier clasificate ca monumente istorice la titlul de obiect.

#### Monumente istorice

##### Biserica Saint-Remi și fosta capelă funerară

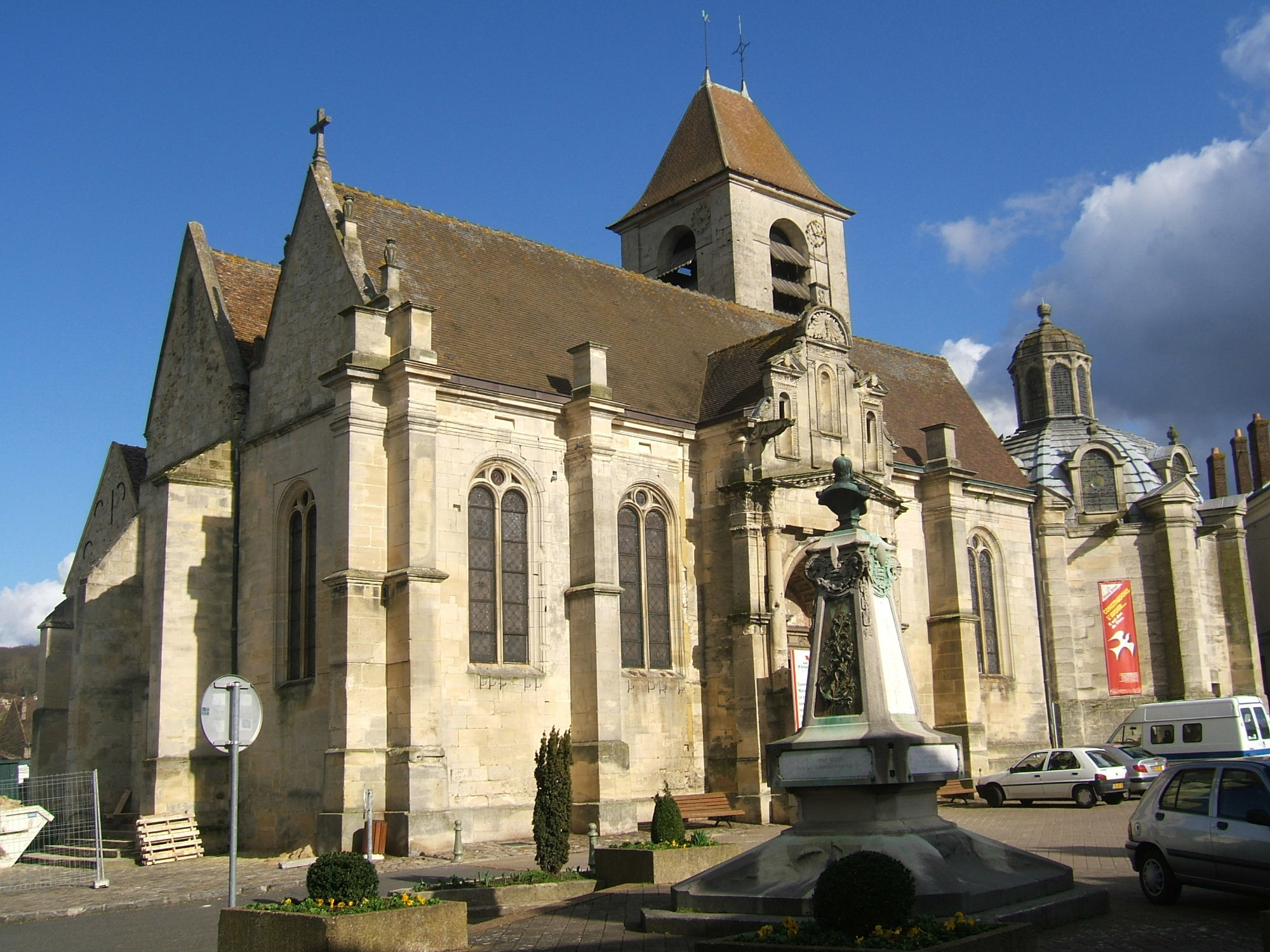
Biserica Saint-Remi.

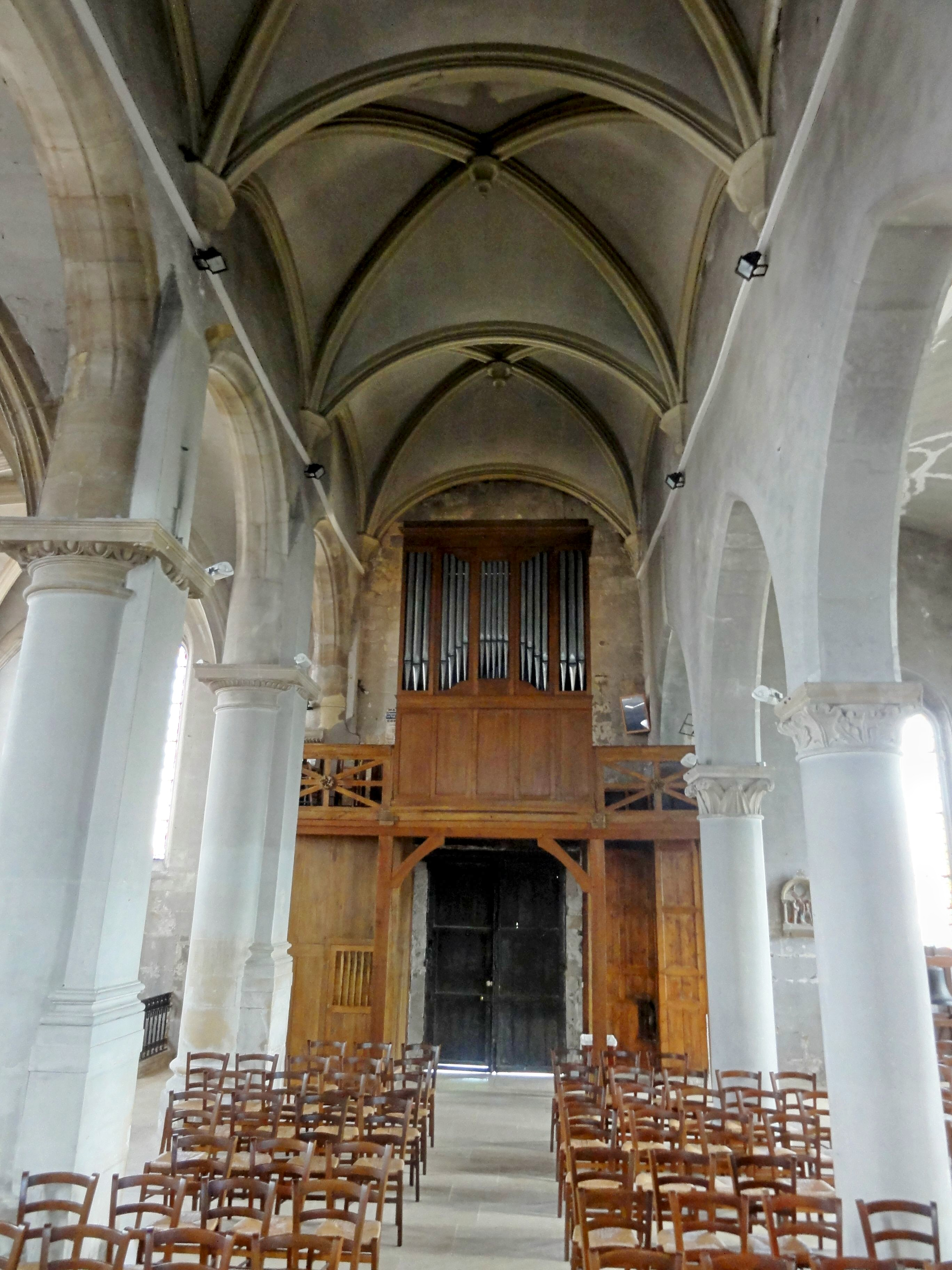
Nava, vedere spre vest.

Biserica Saint-Rémi este înscrisă în monumentele istorice din 16 iunie 1926, iar capela funerară adiacenta bisericii este clasată din 19 iunie 1981. Biserica succede unei capele pe care regele Ludovic al VI-lea o dă canonicilor sfântului Augustin de la abația Saint-Vincent din Senlis între 1125 și 1130. Canonicii asigură serviciul parohial și încep construcția bisericii actuale începând cu mijlocul secolului al XII-lea. Prima porțiune a corului, transeptul și arcadele mari de la nordul navei sunt singurele elemente care au supraviețuit până în prezent. Acestea aparțin stilului gotic primitiv. Dedicarea bisericii sub titlul de Saint-Rémi este celebrată pe 12 iulie 1256 de către Eudes Rigaud, arhiepiscop de Rouen. Biserica suferă în timpul Războiului de 100 de Ani și este reconstruită în etape succesive începând cu secolul al XVI-lea. Arcadele mari de la sudul navei, în special, prezintă stilul gotic flamboyant. Acestea sunt refăcute în sub-structură încă din mijlocul secolului, fiind dotate cu capitele renascentiste. În 1562, arhidiecezul Guillaumes Germain a apelat la maistrul zidar Nicolas Le Mercier pentru a construi un pridvor în fața culoarului sudic, care reprezintă unul dintre cele două elemente remarcabile ale bisericii. Înconjurarea culuarelor este de asemenea refăcută în stilul Renașterii, dar lucrările nu sunt finalizate, ceea ce este evident în special în colateralul nordic. În 1618, părinții Oratorieni înlocuiesc canonicii. La scurt timp după aceea, Domnul Nicolas Brulart de Sillery comandă o capelă funerară arhitectului François Mansart. Aceasta este dedicată acum Sacrei Inimi al lui Isus și reprezintă celălalt element remarcabil al bisericii. Părțile orientale și-au pierdut practic tot caracterul și interesul în urma modificărilor și restaurărilor neîndemânatice pe care le-au suferit din perioada Renașterii. În prezent, interiorul bisericii așteaptă încă o restaurare. Biserica Saint-Rémi se află acum în centrul unei mari aglomerări parohiale, care se extinde pe treizeci și patru de comune. Slujbele duminicale se celebrează în fiecare duminică la ora 11.

##### Castelul Marines
Plafonul pictat din cele trei camere de la etajul întâi al castelului Marines, situat pe piața Amiral Ernest-Peyron, este înscris din 9 noiembrie 1984. Parcul castelului este clasat ca site de patrimoniu.
Castelul a fost construit în al doilea sfert al secolului al XVI-lea pentru familia de Brosses. Acesta constă dintr-o clădire centrală flancată de două pavilioane masive, acoperite cu acoperișuri înalte din șindrilă. Din păcate, castelul a fost renovat brutal în cursul secolului XX. În acest context, o clădire veche cu un turn rotund, care dădea direct spre piață, a fost demolată.

#### = Alte elemente de patrimoniu

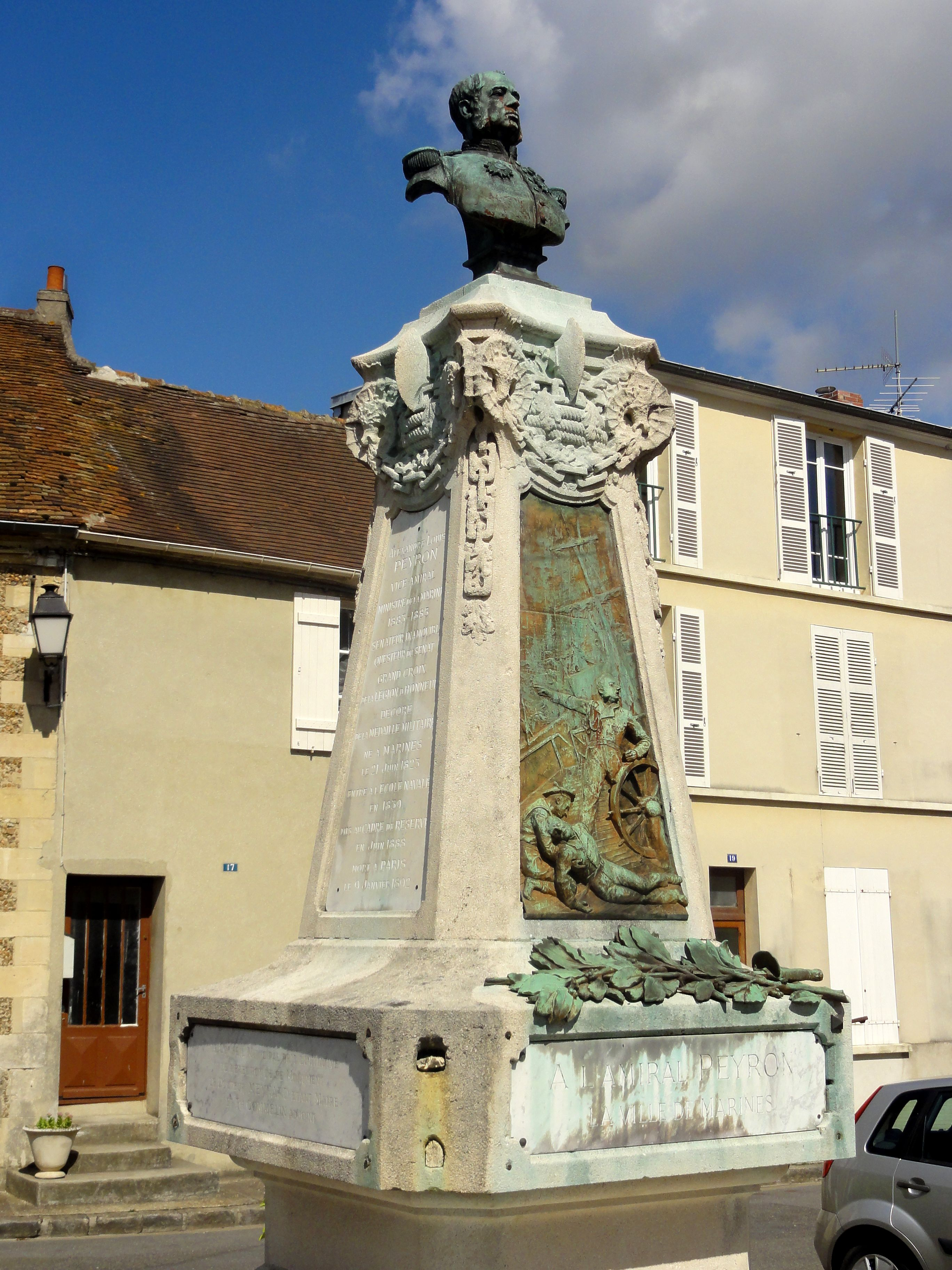
Monument dedicat amiralului Alexandre Peyron.

Fântâna din piața generalului Leclerc datează din 1728 și se afla până în 1832 în piața castelului. O fântână aproape identică se află astăzi în piața castelului (piața Ernest-Peyron).
Monumentul dedicat lui Alexandre Peyron (1823-1892), situat în piața Generalul Leclerc, a fost inaugurat de Armand Fallières, președinte al Senatului și viitor președinte al Republicii. Monumentul păstrează amintirea amiralului născut în Marines, care a fost, de asemenea, prefect maritim, ministru al Marinei și senator pe parcursul carierei sale.
Fosta mănăstire a oratorilor a fost construit în jurul anului 1618 de Clément Métezeau, arhitect al clădirilor regelui, pe locul unui fost priorat.
Statuia lui Jean-Baptiste Cartry, situată în curtea azilului, pe rue de la Croix des Vignes, a fost ridicată în secolul al XIX-lea în onoarea agriculturii, al cărei moștenire a permis construirea unei noi clădiri destinate primirii bătrânilor agricultori care locuiau în ferme izolate.
Porțile de intrare ale cimitirului le permit vizitatorilor să se protejeze împotriva intemperiilor.
Fosta gară din Marines, situată pe strada André-Baleydier, a fost deschisă pe 7 noiembrie 1891, odată cu inaugurarea ultimei secțiuni a căii ferate de interes local Valmondois - Marines, cu linii de cale ferată metrică. De la închiderea liniei, clădirea pentru pasageri, cu hala sa de mărfuri adiacente și atelierul de mașini, este ocupată de direcția departamentală a Echipamentului. Linia dintre Chars și Marines, cu linii normale, avea o altă gară care se afla în fața primei.
Fosta hală din Marines, situată aproape de fosta RN 15: centrul local era deservit mai direct de gara Marines-Halte, pe linia dintre Chars. Clădirea pentru pasageri a fost reconvertită și adăpostește acum Centrul de Tineret și Cultură.
Statuia Fecioarei din cătunul Hautiers (pe rue Radégonde / rue du maréchal Foch) a fost ridicată în 1954 cu ocazia celei de-a zecea aniversări a eliberării orașului. Comunitatea parohială îndeplinea astfel dorința credincioșilor și a abatelui Joseph Constantin, care a fost preot-decan între 1937 și 1949, dorind să-și exprime recunoștința Fecioarei pentru protecția oferită în 1943 și 1944, când orașul Marines a fost cruțat de numeroasele bombardamente și distrugerile masive din al Doilea Război Mondial. Locul ales corespunde unui punct de vedere remarcabil asupra comunei.
Spălătoria Hautiers (rue Radégonde) datează din 1840, a căzut în ruine apoi a fost reconstruită în întregime cu materiale noi, cu excepția pavajului din jurul bazinului. Este alimentat de izvorul Saint-Rémy.

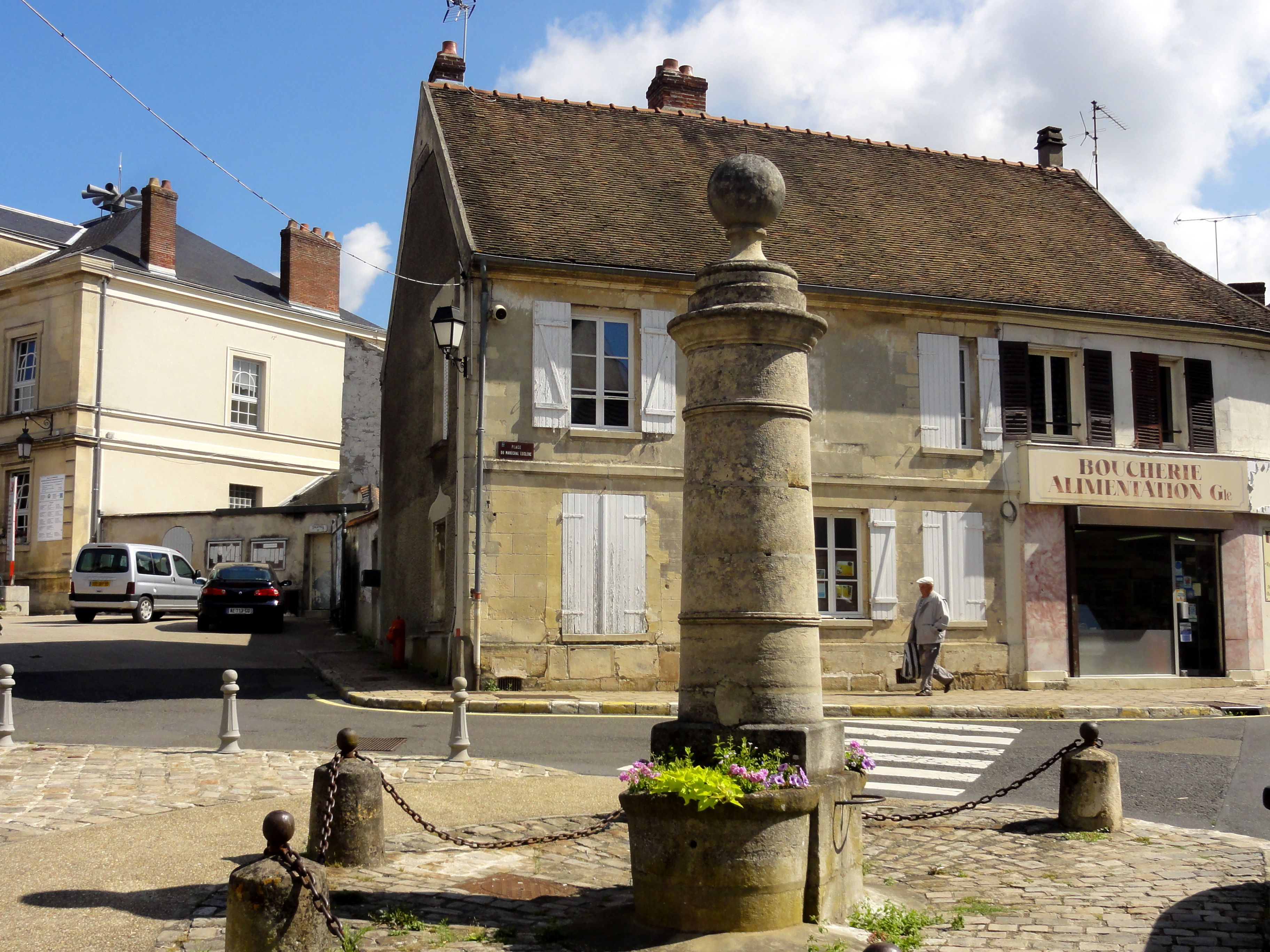
Fântâna, piața General Leclerc.
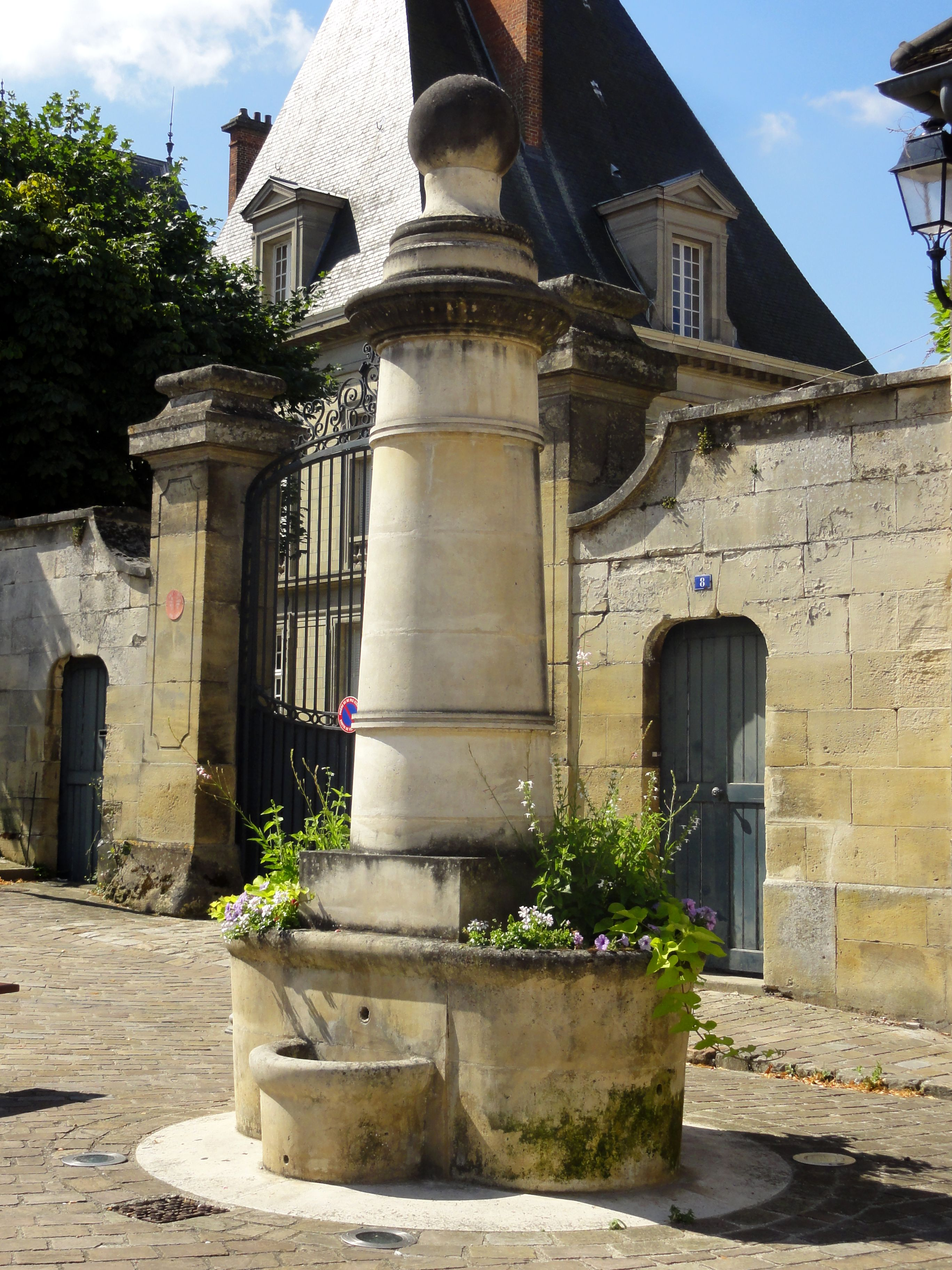
Fântâna, piața Ernest Peyron.
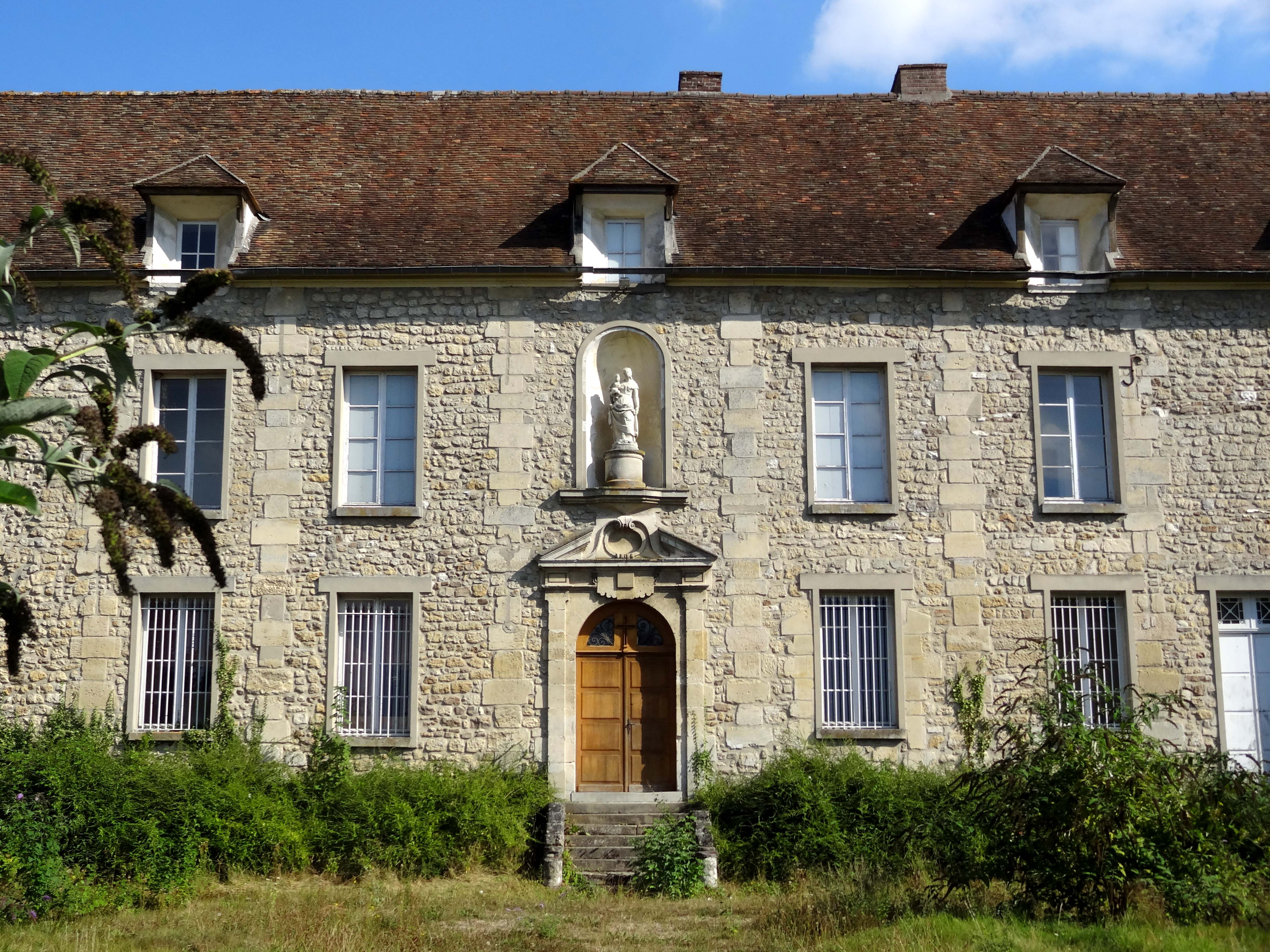
Fosta mănăstire a oratorilor,
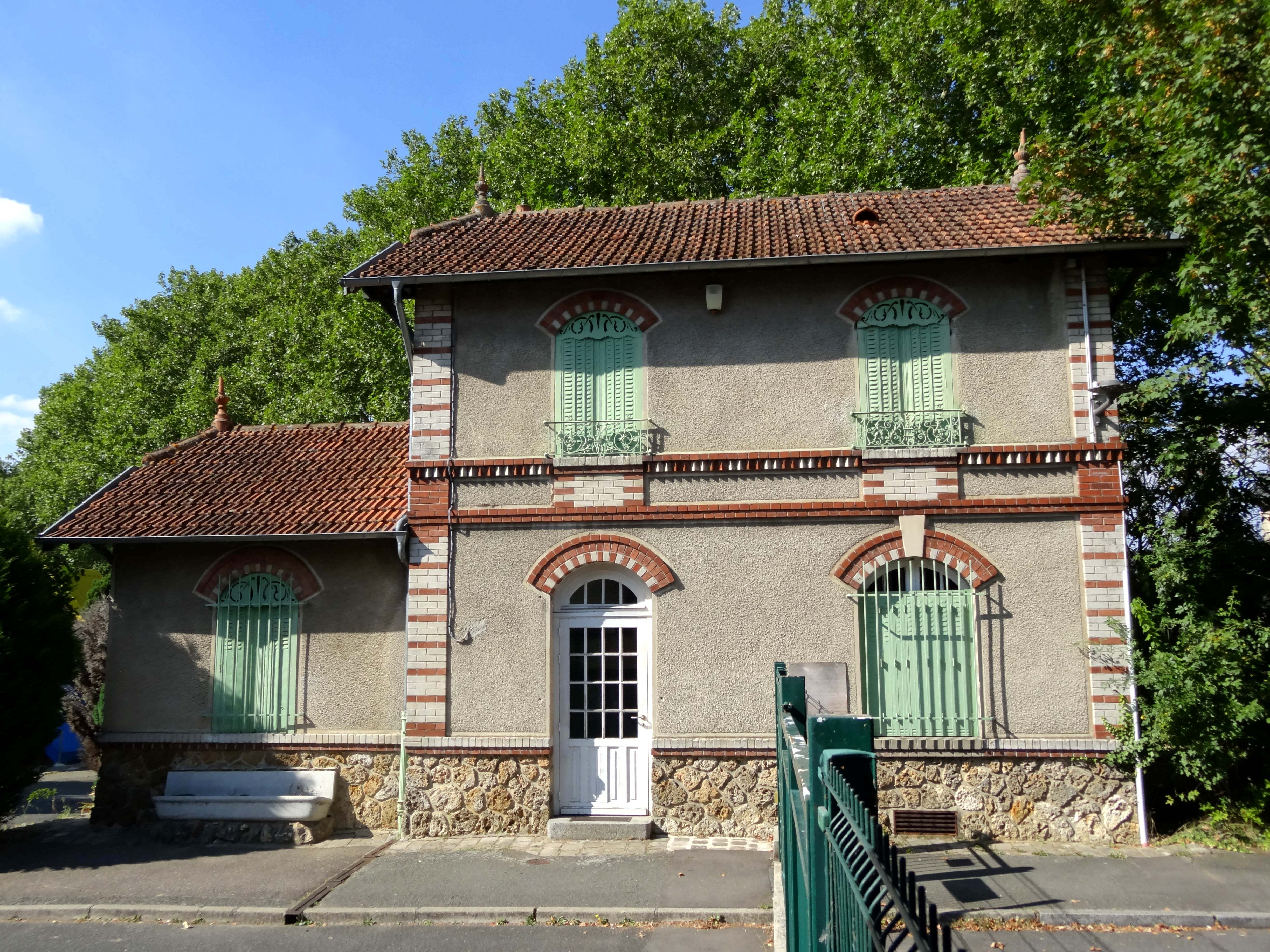
Fosta gară din Marines (Halte).
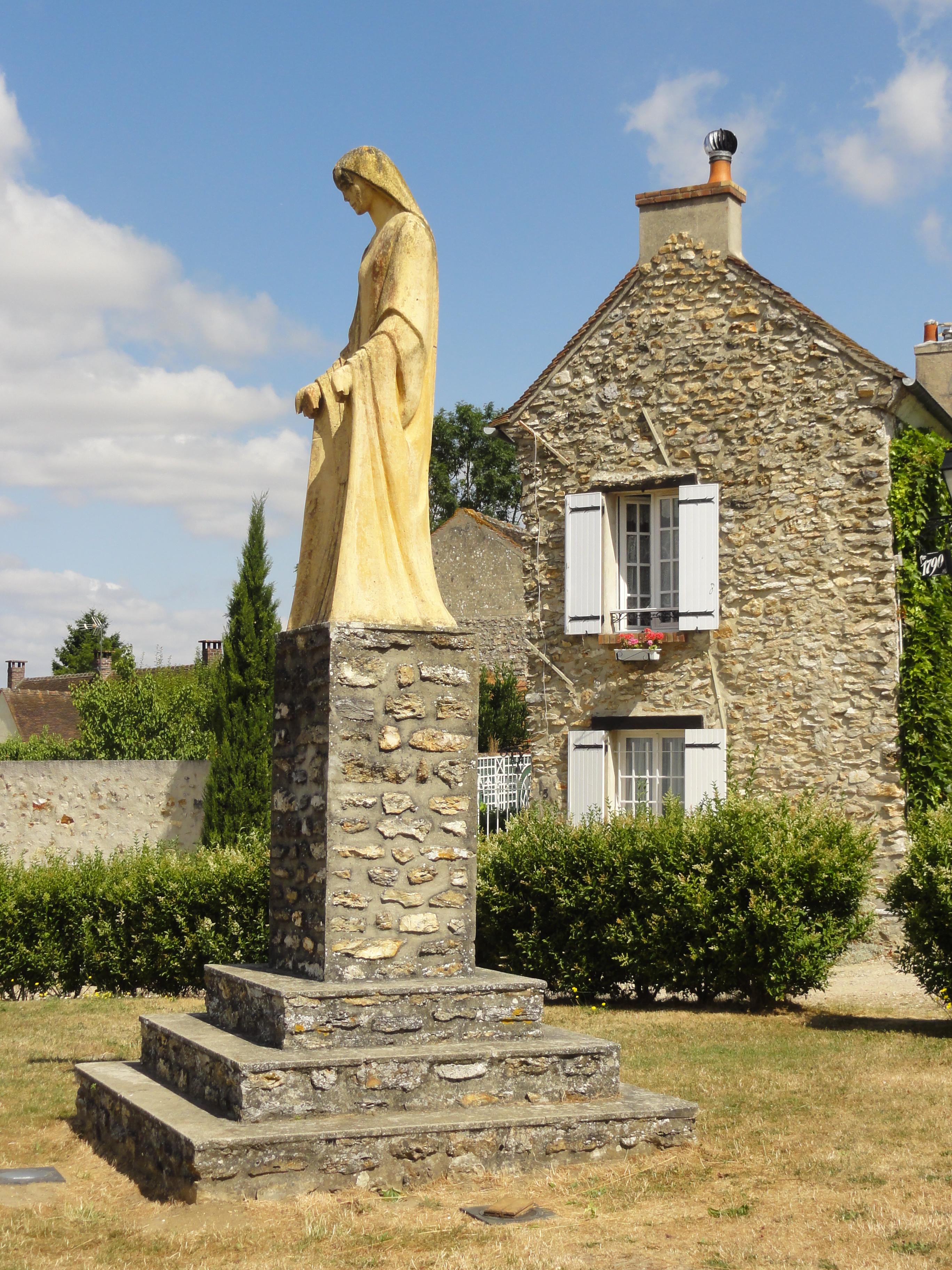
Statuia Fecioarei din cătunul Hautiers
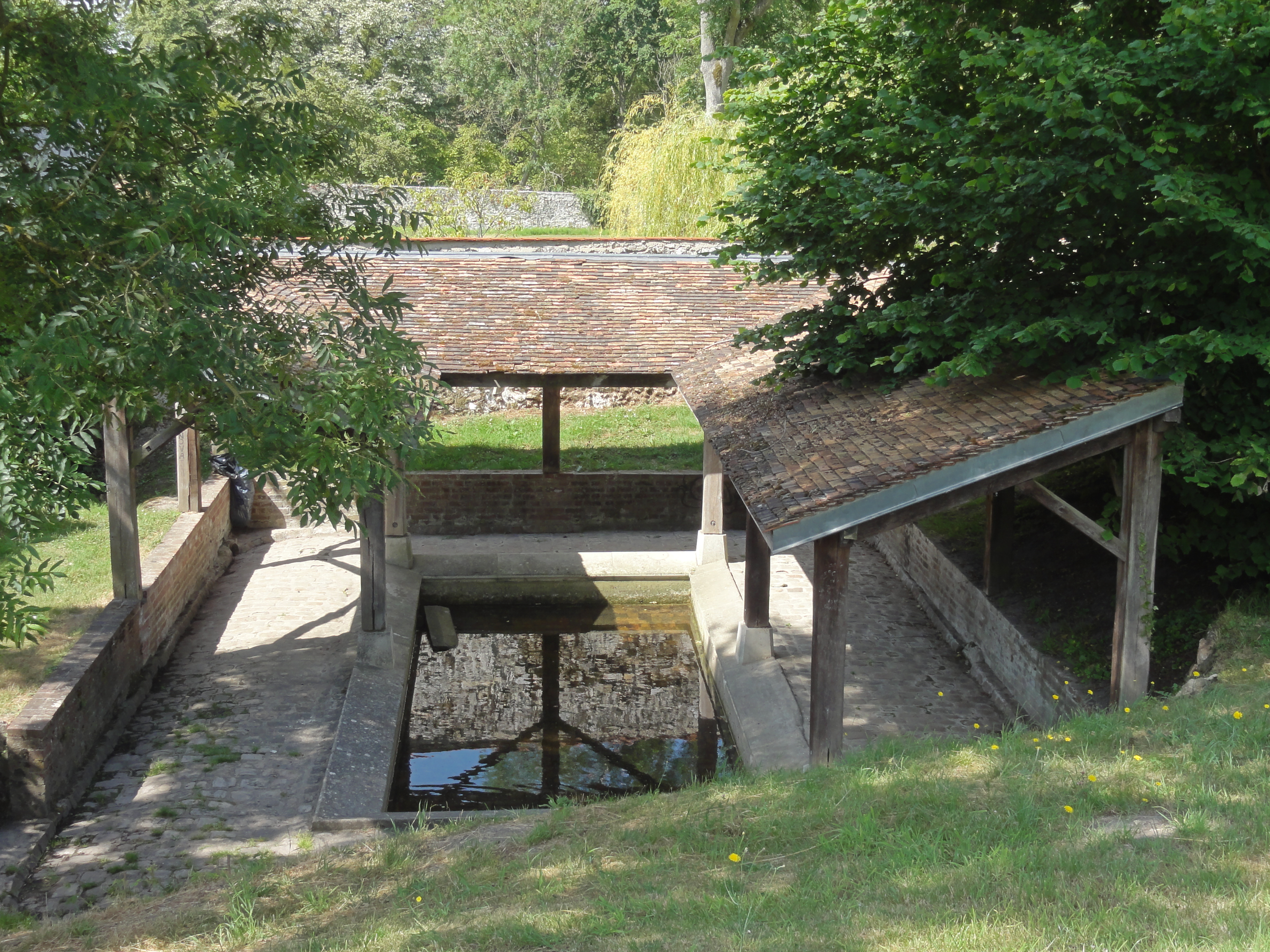
Spălătoria Hautiers.

### Marines în cinema și la televiziune
- 1978: La Carapate de Gérard Oury
- 1983: Papy fait de la résistance de Jean-Marie Poiré
- 1985: Sac de nœuds de Josiane Balasko
- 1991: L'Opération Corned-Beef de Jean-Marie Poiré
- 1992: Olivier, Olivier de Agnieszka Holland
- 1993: Les Visiteurs (scena cu factorul)
- 1995: Les Misérables de Claude Lelouch
- 2000: Chère Marianne : La Sous-préfète aux champs de Bernard Uzan
- 2003: Bon voyage de Jean-Paul Rappeneau
- 2009: Joséphine, ange gardien : Ennemis jurés de Christophe Barbier
- 2010: Marion Mazzano de Marc Angelo
- 2014: La Famille Bélier de Éric Lartigau

### Personalități
- Paul Cézanne a găsit inspirația pentru tablourile sale aici, în special la Hautiers, și a pictat o pânză cu castelul din Marines în jurul anului 1889.
- Nicolas Malebranche (1638-1715), preot și teolog, a făcut numeroase sejururi la mănăstirea din Marines.
- Eudes Rigaud, arhiepiscop de Rouen, a venit să sfințească biserica pe 16 iulie 1256 (a șasea duminică după Rusalii).
- Madeleine Robinson, actriță, și-a petrecut copilăria la Marines.
- Jean-Jacques Rousseau a venit să culeagă plante medicinale la Marines în secolul al XVIII-lea.

## Înfrățiri
- Anglia – Kington - din 1979.